# 學業壓力
學業壓力，是心理壓力的一種，源自社會家庭外界和自我對學術成績目標的追求。 當現實成績與期望目標差距大，學業壓力也成正比。  
面對學業壓力學生有不同的生理及心理反應，由行為中表達，例如逃學、有幻覺、失憶、失眠、胡思亂想。

## 壓力成因
- 留學生
- 文化差異
- 小圈子、排外
- 種族歧視，例如黃種人、有色人種。
- 群眾壓力，例如在眾目睽睽下進行演講。
- 同儕壓力，例如公認的資優生。
- 語言障礙，師生同學間欠缺理解，無助。
- 學習障礙
- 父母壓力